# Ena Shibahara
Ena Shibahara (柴原 瑛菜, Shibahara Ena), née le 12 février 1998, est une joueuse de tennis américaine, professionnelle depuis 2018. Elle joue avec la nationalité japonaise, à partir du tournoi de Lausanne en juillet 2019.
À ce jour, elle a remporté 11 tournois en double dames sur le circuit WTA dont 10 avec sa compatriote Shuko Aoyama, plus un tournoi sur les WTA 125 avec Hayley Carter.
Elle a également remporté un titre en double mixte aux Internationaux de France de tennis avec comme partenaire Wesley Koolhof.

## Carrière

### Début de carrière
Championne de l'USTA en double en 2016, elle reçoit une invitation pour disputer l'US Open. Alignée sur le tournoi junior, elle remporte le double filles aux côtés de Jada Hart. Membre de l'équipe des Bruins à UCLA, elle termine l'année 2017 à la première place en simple. Après deux années d'études, elle se lance sur le circuit professionnel et remporte le tournoi de Newport Beach (WTA 125) en double en janvier 2019 avec Hayley Carter.
La même année elle remporte les titres de Tianjin associée à Shuko Aoyama. Elle poursuit avec la même partenaire en remportant le titre à Moscou. L'année suivante, elles remportent le titre à Saint-Pétersbourg, puis en 2021 Abou Dabi.
À noter qu'elle est aussi finaliste avec la même partenaire du tournoi de San José en 2019, mais aussi à Bogota, associée à Hayley Carter, la même année.
En majeur, elle est 1/8e de finaliste en Australie et 1/4 de finaliste à Paris.

### 2021: quatre titres en double dames, 1/2 finale au Masters
En 2021, elle arrive à décrocher quatre titres avec Shuko Aoyama. À Abou Dabi, elles éliminent la paire Hayley Carter - Luisa Stefani en finale (7-6, 6-4). Elles remportent sur le score de 6-3, 6-4 le tournoi de Melbourne face à la paire Anna Kalinskaya - Viktória Kužmová. Elles poursuivent leur récolte de titres à Miami face à Hayley Carter - Luisa Stefani (6-2, 7-5). Elles récoltent encore un titre à Eastbourne face à Nicole Melichar - Demi Schuurs (6-1, 6-4).
En tournois majeurs, avec la même partenaire, elle est 1/4 de finaliste en Australie, 1/2 finaliste à Wimbledon et 1/8e de finaliste à l'US Open. En mixte, elle fait équipe avec son compatriote Ben McLachlan. Ils sont éliminés en 2e tour des deux tournois où ils sont alignés.
Alignée au Masters de fin d'année pour la première fois, avec Shuko Aoyama, elles arrivent jusqu'en demi-finale. Elles ne perdent qu'un match dans la phase de poules face à Samantha Stosur et Zhang Shuai et terminent premières de leur groupe. Elles perdront avec un score de 6-2 6-2 face à Hsieh Su-wei associée à Elise Mertens.

### 2022: premier titre en double mixte
Elle se présente au premier majeur en Australie. En double, elle est associée à Shuko Aoyama et arrive jusqu'en demi-finale. Tête de série no 2, elles éliminent Natela Dzalamidze - Kamilla Rakhimova, Lizette Cabrera - Priscilla Hon, Viktória Kužmová - Vera Zvonareva et Petra Martić - Shelby Rogers. Elles seront éliminées par Anna Danilina associée à Beatriz Haddad Maia. En mixte, elle passe deux tours associée à Ben McLachlan.
À Indian Wells, elle se fait remarquer encore une fois en arrivant en finale accompagnée de Asia Muhammad. Elles forment la 7e paire tête de série. Elles seront éliminées par la paire chinoise Xu Yifan - Yang Zhaoxuan.
Elle se présente à Roland-Garros en double associée à Asia Muhammad. Elles forment la tête de série no 9 et passent Elsa Jacquemot - Séléna Janicijevic (6-2, 6-1) et Kristína Kučová - Anastasia Potapova (6-4, 6-3). Elles sont éliminées par la paire Madison Keys associée à Taylor Townsend en 1/8e de finale (7-6, 6-2). Elle l'emporte en double mixte. Tête de série numéro 2 associée à Wesley Koolhof. Ils battent les paires composées de Alexa Guarachi - Jean-Julien Rojer (3-6, 6-4, 10-6), Demi Schuurs - Matwé Middelkoop, Samantha Stosur - Matthew Ebden, Gabriela Dabrowski - John Peers (6-3, 6-4 dans les trois tours) et Ulrikke Eikeri - Joran Vliegen (7-6, 6-2). Elle décroche son premier tournoi en majeur.

### 2023: trois finales en double dames dont l'Open d'Australie, Charleston et Zhengzhou
Elle commence avec un quart de finale à Adélaïde associée à Shuko Aoyama.
Alignée à l'Open d'Australie en double dames, avec sa compatriote Shuko Aoyama ; elles forment alors la 10e paire tête de série. En demi-finale, elles éliminent l'ancienne leader de la discipline Coco Gauff associée à Jessica Pegula (6-2, 7-6). Elles sont éliminées en finale par la première paire tête de série, composée des Tchèques Barbora Krejčíková et Kateřina Siniaková (6-4, 6-3). Il s'agit de sa première finale dans un majeur en double dames. Elle arrive aussi en finale avec Giuliana Olmos lors du tournoi de Charleston. Elles seront battues par la paire américaine Danielle Collins et Desirae Krawczyk.
Toujours avec Shuko Aoyama, elle arrive en demi-finale à Indian Wells. Elles seront battues une nouvelle fois par la même paire tchèque (6-4, 6-2). À Miami et à Madrid, elles essuient une contre performance en étant éliminées dès le premier tour. Elles arrivent en quart de finale à Rome, éliminées par Coco Gauff et Jessica Pegula.

### 2024: débuts en simple dame lors de tournois majeurs
En simple, à Nonthaburi, et lors des deux tournois de Burnie, elle parvient en demi-finale. Elle obtient un titre à Spring au mois de mars. Elle poursuit sur le circuit secondaire en simple et se fera repêcher sur le circuit principal lors du tournoi de Prague. Elle y passe le premier tour face à Tamara Korpatsch, mais perd au tour suivant.
En double, elle parvient en huitième à Roland-Garros associée à Wang Xinyu. Puis réitère ce parcours à Wimbledon aux côtés de la Canadienne Leylah Fernandez.
Lors des Jeux olympiques de Paris, elle fait équipe avec Kei Nishikori, ils passent le premier tour face aux Français spécialistes du double Caroline Garcia et Édouard Roger-Vasselin. En double dames, elle ne passe que le premier tour, associée à Shuko Aoyama.
Pour la première fois de sa carrière, lors de l'US Open, elle se qualifie pour le tableau principal. 218e mondiale en simple, elle réalise l'exploit d'éliminer trois joueuses dans le top 200, donc bien mieux classées qu'elle (Katarina Zavatska, classée 173e, Francesca Jones 125e et Arianne Hartono 149e). Elle réalise l'exploit au premier tour d'éliminer une top 100, Daria Saville. Iga Świątek l'élimine au tour suivant sur un score sans appel (6-0 6-1).

### 2025: 1/4 de finale à Austin en simple, bons résultats en simple en ITF
Alors qu'elle se rend à l'Open d'Australie elle perd au premier tour avec Veronika Kudermetova. Elle se rend en ITF, à Andrézieux-Bouthéon. Elle passe le premier tour face à Emeline Dartron; mais perd ensuite face à Ayla Aksu.
Elle se présente à Austin, en phase qualificatives, elle élimine Lauren Davis (7-6 6-4) et Viktorija Golubic (6-0 7-5). Elle entre dans le tableau final et élimine Kaja Juvan (2-6 6-2 6-3). Elle vainc ensuite Kimberly Birrell (6-3 4-6 6-4) pour atteindre les quarts de finale. Confrontée à Ajla Tomljanović elle perd en trois sets serrés (5-7 6-3 6-7). Match durant lequel elle aligne 12 aces.
À Miami, passant par les qualifications, elle élimine la 77e mondiale, Zeynep Sönmez. Mais n'arrivera pas a enter dans le tableau final en simple.
C'est à domicile en ITF qu'elle renoue avec le succès en simple. Elle se rend à Tokyo en tant que 5e tête de série. Elle parvient en finale après avoir éliminer sa compatriote Aoi Ito en demie finale. En finale, elle se retrouve face à sa jeune compatriote (17 ans), 448e mondiale Wakana Sonobe. Elle perd à ce stade en trois sets.

## Palmarès

### Titres en double dames
| No | Date       | Nom et lieu du tournoi                            | Catégorie | Dotation    | Surface      | Partenaire      | Finalistes                             | Score             |          |
| -- | ---------- | ------------------------------------------------- | --------- | ----------- | ------------ | --------------- | -------------------------------------- | ----------------- | -------- |
| 1  | 07/10/2019 | Tianjin Open Tianjin                              | Intern'l  | 426 750 $   | Dur (ext.)   | Shuko Aoyama    | Nao Hibino Miyu Kato                   | 6-3, 7-5          | Parcours |
| 2  | 14-10-2019 | Kremlin Cup Moscou                                | Premier   | 1 032 000 $ | Dur (int.)   | Shuko Aoyama    | Kirsten Flipkens Bethanie Mattek-Sands | 6-2, 6-1          | Parcours |
| 3  | 10-02-2020 | St. Petersburg Ladies Trophy Saint-Pétersbourg    | Premier   | 782 900 $   | Dur (int.)   | Shuko Aoyama    | Kaitlyn Christian Alexa Guarachi       | 4-6, 6-0, [10-3]  | Parcours |
| 4  | 06-01-2021 | Abu Dhabi Open Abou Dabi                          | WTA 500   | 565 530 $   | Dur (ext.)   | Shuko Aoyama    | Hayley Carter Luisa Stefani            | 7-65, 6-4         | Parcours |
| 5  | 01-02-2021 | Yarra Valley Classic Melbourne                    | WTA 500   | 565 530 $   | Dur (ext.)   | Shuko Aoyama    | Anna Kalinskaya Viktória Kužmová       | 6-3, 6-4          | Parcours |
| 6  | 23-03-2021 | Miami Open Miami                                  | WTA 1000  | 3 260 190 $ | Dur (ext.)   | Shuko Aoyama    | Hayley Carter Luisa Stefani            | 6-2, 7-5          | Parcours |
| 7  | 21-06-2021 | International Eastbourne Eastbourne               | WTA 500   | 565 530 $   | Gazon (ext.) | Shuko Aoyama    | Nicole Melichar Demi Schuurs           | 6-1, 6-4          | Parcours |
| 8  | 22-08-2021 | Tennis in the Land Open Cleveland                 | WTA 250   | 235 238 $   | Dur (ext.)   | Shuko Aoyama    | Christina McHale Sania Mirza           | 7-5, 6-3          | Parcours |
| 9  | 12-06-2023 | Libema Open Bois-le-Duc                           | WTA 250   | 259 303 $   | Gazon (ext.) | Shuko Aoyama    | Viktória Hrunčáková Tereza Mihalíková  | 6-3, 6-3          | Parcours |
| 10 | 07-08-2023 | Omnium National Bank Presented by Rogers Montréal | WTA 1000  | 2 788 468 $ | Dur (ext.)   | Shuko Aoyama    | Desirae Krawczyk Demi Schuurs          | 6-4, 4-6, [13-11] | Parcours |
| 11 | 14-10-2024 | Kinoshita Group Japan Open Osaka                  | WTA 250   | 267 082 $   | Dur (ext.)   | Laura Siegemund | Cristina Bucșa Monica Niculescu        | 3-6, 6-2, [10-2]  | Parcours |

### Finales en double dames
| No | Date       | Nom et lieu du tournoi                | Catégorie | Dotation    | Surface      | Vainqueures                           | Partenaire      | Score             |          |
| -- | ---------- | ------------------------------------- | --------- | ----------- | ------------ | ------------------------------------- | --------------- | ----------------- | -------- |
| 1  | 08-04-2019 | Claro Open Colsanitas Bogota          | Intern'l  | 226 750 $   | Terre (ext.) | Zoe Hives Astra Sharma                | Hayley Carter   | 6-1, 6-2          | Parcours |
| 2  | 29-07-2019 | Silicon Valley Classic San José       | Premier   | 733 900 $   | Dur (ext.)   | Nicole Melichar Květa Peschke         | Shuko Aoyama    | 6-4, 6-4          | Parcours |
| 3  | 09-03-2022 | BNP Paribas Open Indian Wells         | WTA 1000  | 8 584 055 $ | Dur (ext.)   | Xu Yifan Yang Zhaoxuan                | Asia Muhammad   | 7-5, 7-64         | Parcours |
| 4  | 16-01-2023 | Australian Open Melbourne             | G. Chelem | NC          | Dur (ext.)   | Barbora Krejčíková Kateřina Siniaková | Shuko Aoyama    | 6-4, 6-3          | Parcours |
| 5  | 03-04-2023 | Credit One Charleston Open Charleston | WTA 500   | 780 637 $   | Terre (ext.) | Danielle Collins Desirae Krawczyk     | Giuliana Olmos  | 0-6, 6-4, [14-12] | Parcours |
| 6  | 09-10-2023 | Zhengzhou Open Zhengzhou              | WTA 500   | 780 637 $   | Dur (ext.)   | Gabriela Dabrowski Erin Routliffe     | Shuko Aoyama    | 6-2, 6-4          | Parcours |
| 7  | 21-10-2024 | Toray Pan Pacific Open Tokyo          | WTA 500   | 922 573 $   | Dur (ext.)   | Shuko Aoyama Eri Hozumi               | Laura Siegemund | 6-4, 7-63         | Parcours |
| 8  | 16-06-2025 | Lexus Nottingham Open Nottingham      | WTA 250   | 275 094 $   | Gazon (ext.) | Beatriz Haddad Maia Laura Siegemund   | Anna Danilina   | 6-3, 6-2          | Parcours |

### Titre en double mixte
| No | Date       | Nom et lieu du tournoi | Catégorie | Dotation     | Surface      | Partenaire     | Finalistes                   | Score     |          |
| -- | ---------- | ---------------------- | --------- | ------------ | ------------ | -------------- | ---------------------------- | --------- | -------- |
| 1  | 22-05-2022 | Roland-Garros Paris    | G. Chelem | 43 600 000 € | Terre (ext.) | Wesley Koolhof | Ulrikke Eikeri Joran Vliegen | 7-65, 6-2 | Parcours |

### Titre en double en WTA 125
| No | Date       | Nom et lieu du tournoi                 | Catégorie | Dotation  | Surface    | Partenaire    | Finalistes                       | Score     |          |
| -- | ---------- | -------------------------------------- | --------- | --------- | ---------- | ------------- | -------------------------------- | --------- | -------- |
| 1  | 21/01/2019 | Oracle Challenger Series Newport Beach | WTA 125   | 150 000 $ | Dur (ext.) | Hayley Carter | Taylor Townsend Yanina Wickmayer | 6-3, 7-61 | Parcours |

### Finales en double en WTA 125
| No | Date       | Nom et lieu du tournoi               | Catégorie | Dotation  | Surface    | Vainqueures                  | Partenaire     | Score            |          |
| -- | ---------- | ------------------------------------ | --------- | --------- | ---------- | ---------------------------- | -------------- | ---------------- | -------- |
| 1  | 11-11-2019 | Oracle Challenger Series Houston     | WTA 125   | 150 000 $ | Dur (ext.) | Ellen Perez Luisa Stefani    | Sharon Fichman | 1-6, 6-4, [10-5] | Parcours |
| 2  | 24-03-2025 | Puerto Vallarta Open Puerto Vallarta | WTA 125   | 115 000 $ | Dur (ext.) | Hanna Chang Christina McHale | Maya Joint     | 2-6, 6-2, [10-7] | Parcours |

## Parcours en Grand Chelem

### En simple dames
| Année | Open d'Australie | Open d'Australie | Internationaux de France | Internationaux de France | Wimbledon | Wimbledon         | US Open        | US Open     |
| ----- | ---------------- | ---------------- | ------------------------ | ------------------------ | --------- | ----------------- | -------------- | ----------- |
| 2024  | —                | —                | —                        | —                        | —         | —                 | 2e tour (1/32) | Iga Świątek |
| 2025  | Q1               | Darya Astakhova  | Q2                       | Sára Bejlek              | Q3        | Linda Fruhvirtová |                |             |

N.B. : à droite du résultat se trouve le nom de l'ultime adversaire.

### En double dames
| Année | Open d'Australie                                                                 | Open d'Australie                                                                 | Internationaux de France                                                             | Internationaux de France                                                                  | Wimbledon                                                                            | Wimbledon | US Open                                                                                    | US Open |
| ----- | -------------------------------------------------------------------------------- | -------------------------------------------------------------------------------- | ------------------------------------------------------------------------------------ | ----------------------------------------------------------------------------------------- | ------------------------------------------------------------------------------------ | --------- | ------------------------------------------------------------------------------------------ | ------- |
| 2016  | —                                                                                | —                                                                                | —                                                                                    | —                                                                                         | —                                                                                    | —         | 1er tour (1/32) J. Hart \|\| style="text-align:left;" \| S. Mirza B. Strýcová              |         |
| 2019  | —                                                                                | —                                                                                | —                                                                                    | —                                                                                         | —                                                                                    | —         | 1er tour (1/32) M. Brengle \|\| style="text-align:left;" \| E. Alexandrova O. Kalashnikova |         |
| 2020  | 1/8 de finale S. Aoyama \|\| style="text-align:left;" \| C. Gauff C. McNally     | 1/4 de finale S. Aoyama \|\| style="text-align:left;" \| A. Guarachi D. Krawczyk | Annulé                                                                               | Annulé                                                                                    | 2e tour (1/8) S. Aoyama \|\| style="text-align:left;" \| H. Carter L. Stefani        |           |                                                                                            |         |
| 2021  | 1/4 de finale S. Aoyama \|\| style="text-align:left;" \| E. Mertens A. Sabalenka | 2e tour (1/16) S. Aoyama \|\| style="text-align:left;" \| I.C. Begu N. Podoroska | 1/2 finale S. Aoyama \|\| style="text-align:left;" \| Hsieh S.-w. E. Mertens         | 1/8 de finale S. Aoyama \|\| style="text-align:left;" \| S. Stosur Zhang S.               |                                                                                      |           |                                                                                            |         |
| 2022  | 1/2 finale S. Aoyama \|\| style="text-align:left;" \| A. Danilina B. Haddad Maia | 3e tour (1/8) A. Muhammad \|\| style="text-align:left;" \| M. Keys T. Townsend   | 3e tour (1/8) A. Muhammad \|\| style="text-align:left;" \| A. Rosolska E. Routliffe  | 3e tour (1/8) A. Muhammad \|\| style="text-align:left;" \| G. Dabrowski G. Olmos          |                                                                                      |           |                                                                                            |         |
| 2023  | Finale S. Aoyama                                                                 | B. Krejčíková K. Siniaková                                                       | 2e tour (1/16) S. Aoyama \|\| style="text-align:left;" \| A. Bondár G. Minnen        | 1er tour (1/32) S. Aoyama \|\| style="text-align:left;" \| O. Kalashnikova I. Shymanovich | 1er tour (1/32) S. Aoyama \|\| style="text-align:left;" \| R. Montgomery C. Ngounoue |           |                                                                                            |         |
| 2024  | 1/8 de finale D. Krawczyk \|\| style="text-align:left;" \| D. Schuurs L. Stefani | 1/8 de finale Wang Xn. \|\| style="text-align:left;" \| C. Gauff K. Siniaková    | 1/8 de finale L. Fernandez \|\| style="text-align:left;" \| K. Siniaková T. Townsend | 2e tour (1/16) A. Sutjiadi \|\| style="text-align:left;" \| T. Mihalíková O. Nicholls     |                                                                                      |           |                                                                                            |         |
| 2025  | 2e tour (1/16) V. Kudermetova \|\| style="text-align:left;" \| Wang Xn. Zheng S. | 1er tour (1/32) Guo H. \|\| style="text-align:left;" \| J. Burrage S. Kartal     | 1er tour (1/32) S. Aoyama \|\| style="text-align:left;" \| M. Linette B. Pera        |                                                                                           |                                                                                      |           |                                                                                            |         |

N.B. : le nom de la partenaire se trouve sous le résultat ; le nom des ultimes adversaires se trouve à droite.

### En double mixte
| 2021 | 2e tour (1/8) B. McLachlan \|\| style="text-align:left;" \| B. Krejčíková R. Ram  | —                                                                                        | —                                                                                    | —                                                                              | —                                                                          | 2e tour (1/8) B. McLachlan \|\| style="text-align:left;" \| J. Pegula A. Krajicek |
| 2022 | 1/4 de finale B. McLachlan \|\| style="text-align:left;" \| Zhang S. J. Peers     | Victoire W. Koolhof                                                                      | U. Eikeri J. Vliegen                                                                 | 2e tour (1/8) J.-J. Rojer \|\| style="text-align:left;" \| S. Stosur M. Ebden  | 1/4 de finale F. Škugor \|\| style="text-align:left;" \| Zhang S. M. Pavić |                                                                                   |
| 2023 | 1er tour (1/16) W. Koolhof \|\| style="text-align:left;" \| O. Gadecki M. Polmans | 1er tour (1/16) J. Withrow \|\| style="text-align:left;" \| L. Kichenok M. Ebden         | 2e tour (1/8) J.-J. Rojer \|\| style="text-align:left;" \| A. Sutjiadi M. Middelkoop | 1/2 finale M. Pavić \|\| style="text-align:left;" \| A. Danilina H. Heliövaara |                                                                            |                                                                                   |
| 2024 | 2e tour (1/8) J. Vliegen \|\| style="text-align:left;" \| L. Siegemund S. Gillé   | 2e tour (1/8) N. Lammons \|\| style="text-align:left;" \| L. Siegemund É. Roger-Vasselin | 1/4 de finale N. Lammons \|\| style="text-align:left;" \| U. Eikeri M. González      | —                                                                              | —                                                                          |                                                                                   |

N.B. : le nom du partenaire se trouve sous le résultat ; le nom des ultimes adversaires se trouve à droite.

## Parcours en WTA 1000
Les WTA 1000 (à partir de 2021) constituent les catégories d'épreuves les plus prestigieuses, après les quatre levées du Grand Chelem.

### En simple dames
| Année |              | WTA 1000 | WTA 1000 | WTA 1000 | WTA 1000 | WTA 1000 | WTA 1000 | WTA 1000 | WTA 1000 | WTA 1000   | WTA 1000    | WTA 1000 | WTA 1000                    |
| Année | Indian Wells | Miami    | Madrid   | Pékin    |          |          | Dubaï    | Rome     | Canada   | Cincinnati |             | Wuhan    |                             |
| Année | Indian Wells | Miami    | Madrid   | Pékin    |          | Doha     |          | Rome     | Canada   | Cincinnati | Guadalajara |          |                             |
| Année | Indian Wells | Miami    | Madrid   | Pékin    |          |          |          | Rome     | Canada   | Cincinnati |             |          |                             |
| 2023  |              |          |          |          |          |          |          |          |          |            |             |          | 1er tour (1/32) K. Plíšková |

Sous le résultat, l’ultime adversaire.

## Parcours au Masters

### En double dames
| # | Date       | Nom de l'édition       | ($)       | Surface    | Résultat   | Partenaire   | Ultimes adversaires        | Score    |          |
| - | ---------- | ---------------------- | --------- | ---------- | ---------- | ------------ | -------------------------- | -------- | -------- |
| 1 | 10/11/2021 | WTA Finals Guadalajara | 5 000 000 | Dur (int.) | 1/2 finale | Shuko Aoyama | Hsieh Su-wei Elise Mertens | 6-2, 6-2 | Parcours |

## Parcours aux Jeux olympiques

### En double dames
| # | Date       | Nom de l'olympiade         | Surface             | Résultat        | Partenaire   | Ultimes adversaires                   | Score             |          |
| - | ---------- | -------------------------- | ------------------- | --------------- | ------------ | ------------------------------------- | ----------------- | -------- |
| 1 | 31/07/2021 | Olympic Tennis Event Tokyo | Dur (ext.)          | 1er tour (1/16) | Shuko Aoyama | Belinda Bencic Viktorija Golubic      | 6-4, 65-7, [10-5] | Parcours |
| 2 | 31/07/2024 | Olympic Tennis Event Paris | Terre battue (ext.) | 2e tour (1/8)   | Shuko Aoyama | Barbora Krejčíková Kateřina Siniaková | 7-5, 6-4          | Parcours |

### En double mixte
| # | Date       | Nom de l'olympiade         | Surface             | Résultat      | Partenaire    | Ultimes adversaires                    | Score             |          |
| - | ---------- | -------------------------- | ------------------- | ------------- | ------------- | -------------------------------------- | ----------------- | -------- |
| 1 | 31/07/2021 | Olympic Tennis Event Tokyo | Dur (ext.)          | 1/4 de finale | Ben McLachlan | Anastasia Pavlyuchenkova Andrey Rublev | 7-5, 60-7, [10-8] | Parcours |
| 2 | 27/07/2024 | Olympic Tennis Event Paris | Terre battue (ext.) | 1/4 de finale | Kei Nishikori | Kateřina Siniaková Tomáš Macháč        | 7-5, 6-2          | Parcours |

## Classements WTA en fin de saison
| Année          | 2015 | 2016 | 2017 | 2018 | 2019 | 2020 | 2021 | 2022 | 2023 | 2024 |
| Rang en simple | 909  | –    | 798  | 1005 | 446  | 533  | 579  | 510  | 570  | 135  |
| Rang en double | 745  | 1061 | 603  | 300  | 31   | 23   | 5    | 22   | 14   | 41   |

Source : (en) Classements de Ena Shibahara sur le site officiel de la Fédération internationale de tennis